# آدم براز
آدم براز هو لاعب كرة قدم كندي في مركز الدفاع، ولد في 7 يونيو 1981 في مونتريال في كندا. شارك مع منتخب كندا تحت 20 سنة لكرة القدم ومنتخب كندا لكرة القدم. أما مع النوادي، فقد لعب مع إمباكت مونتريال ومونتريال إمباكت ونادي تورونتو.

## وصلات خارجية
- آدم براز على موقع الدوري الأمريكي (الإنجليزية)
- آدم براز على موقع قاعدة بيانات كرة القدم.إي يو (الإنجليزية)
- آدم براز على موقع ناشيونال فوتبول تيمز (الإنجليزية)